# American Nazi Party
American Nazi Party (forkortet: ANP; dansk: Amerikas Nazi Parti) var et amerikansk politisk parti grundlagt af George Lincoln Rockwell i 1959. Med hovedkvarter i Arlington, Virginia, valgte Rockwell oprindeligt at kalde partiet for World Union of Free Enterprise National Socialists (WUFENS), men senere omdøbt i 1960 til American Nazi Party for at få mere opmærksomhed i medierne. Partiet byggede i vid udstrækning sine idealer og politik på under Adolf Hitlers styre i det Tredje Rige, men udtrykte også troskab for USAs grundlæggere. Partiet var aktive Holocaust-benægtere.

## Notater
1. ↑  Rockwell, George Lincoln. From Ivory Tower to Privy Wall: On The Art of Propaganda Arkiveret 3. august 2014 hos  Wayback Machine c.1966
2. ↑  Potok, Mark. "The Nazi International" on the Southern Poverty Law Center website